# Ṁ
Ṁ (minuskule ṁ) je speciální písmeno latinky. Nazývá se M s tečkou. Dříve se používalo v irštině, kde však nyní je nahrazeno spřežkou mh. V současnosti se používá pouze v přepisu sanskrtu s anusvárem, kde značí znak अं a čte se přibližně jako české m ve slově sedm (použití např. název v sanskrtu pro Bombaj je Muṁbaī). Bývá často zaměňováno s častěji používaným písmenem Ṃ (malé písmeno ṃ), M s tečkou dole, které má v zápisu sanskrtu stejný znak a i podobnou výslovnost.